# Folkkunskaps- och Friluftsmuseum Roscheider Hof

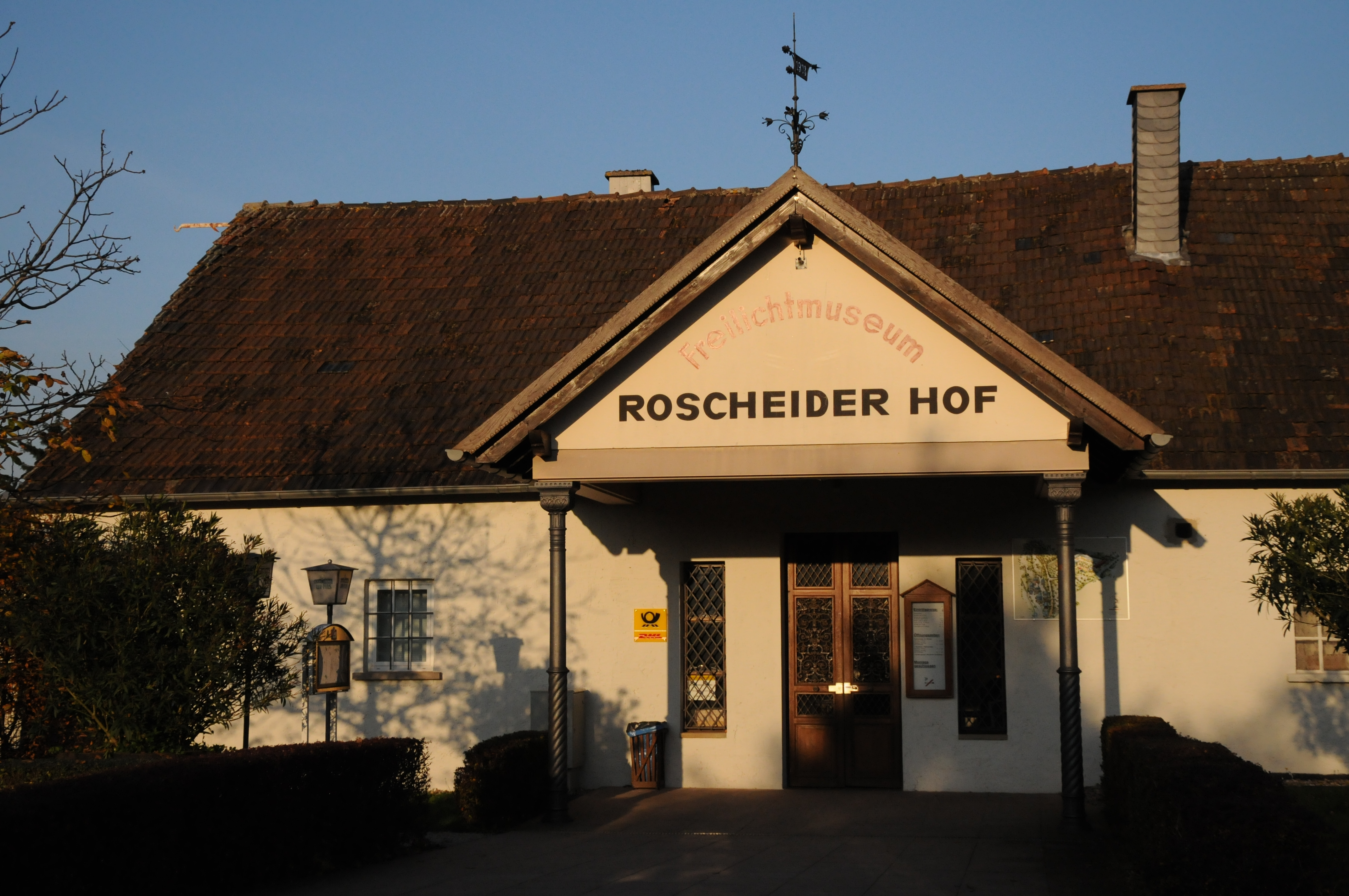
Entrén till Friluftsmuseum Rotscheider Hof.

Folkkunskaps- och Friluftsmuseum Roscheider Hof (tyska Volkskunde- und Freilichtmuseum Roscheider Hof) är ett friluftsmuseum i Konz, Landkreis Trier-Saarburg i Rheinland-Pfalz. Museet inviges 1976 och hör med sina 22 hektar frilandsyta till de största i sitt slag i Tyskland. Museet är öppet året runt och har ungefär 70 000 besökare årligen.

## Museets historik

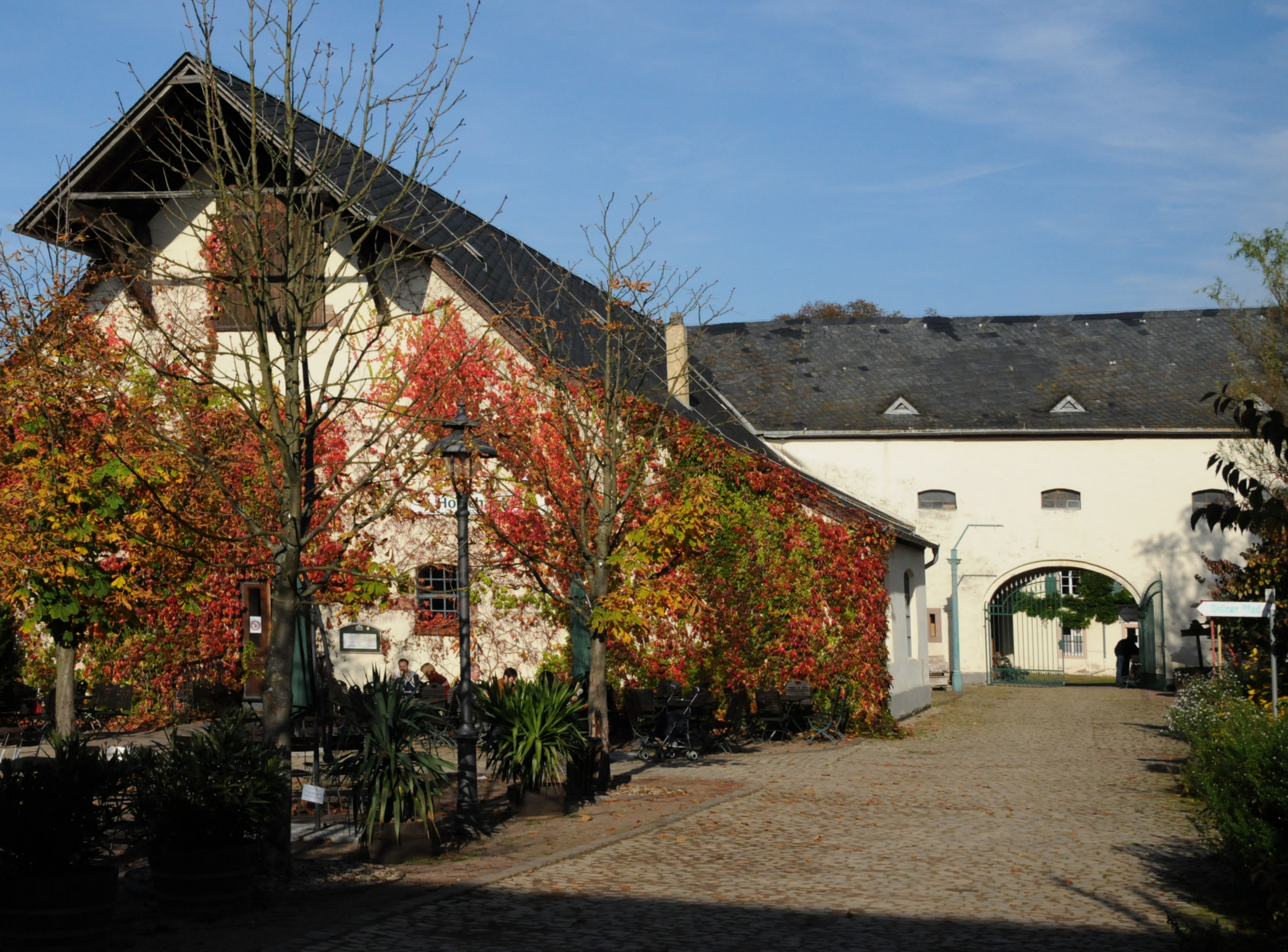
Rotscheider Hof, huvudbyggnad.

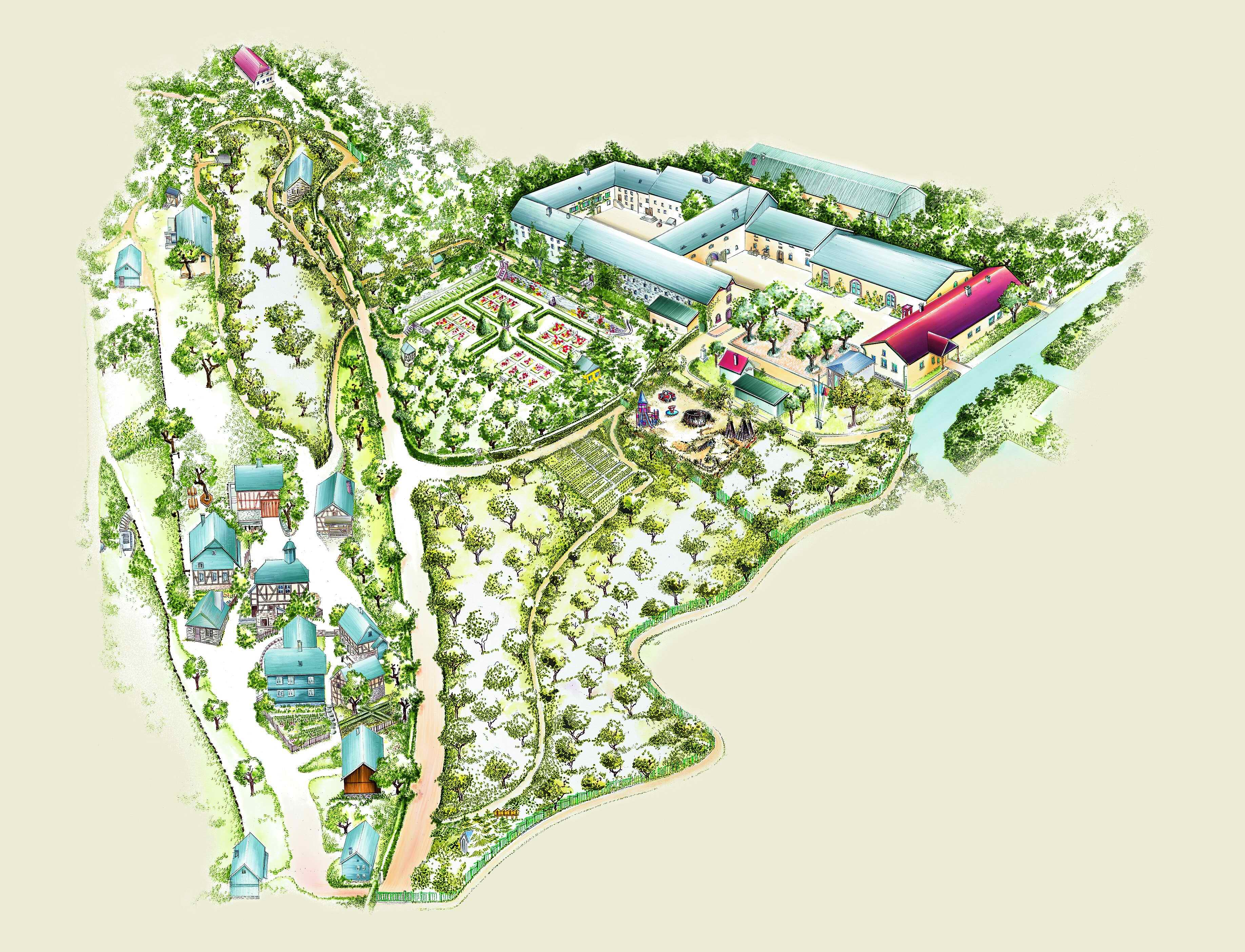
Museiområdet år 2002.

Museet tillkom på grund av några privatpersoners initiativ med understöd av kommunala och regionala organisationer. Från och med 1975 började man samla ihop olika historiska föremål och magasinerade de i den blivande huvudbyggnaden, Roscheider Hof. Gården Roscheider Hof omskrivs första gången år 1330 och drevs huvudsakligen av arrendatorer under Benediktinerkloster Sankt Matthias i Trier. 
Mellan 1975 och 1976 flyttades den första historiska byggnaden, Gödenroths rådhus, till området och i huvudbyggnaden iordningställdes åtta rum där museet kunde visa sina föremål. Den 17 juni 1976 invigdes museet. Idag består anläggningen utöver huvudbyggnaden av ett 20-tal hus från olika tider och med olika funktion. Enbart Roscheider Hof står på sin ursprungliga plats. Bland byggnader och temautställningar märks:
- Roscheider Hof
- Clambour Paviljongen (Clambour Pavillon)
- Kyrkogården (rekonstruktion)
- Hus Stein från Niedermennig
- Saargauhuset med trädgård (rekonstruktion)
- Huset Schu-Schmitten från Oberemmel
- Gödenroths rådhus
- Museibyn Hunsrückweiler
- Skolbyggnaden från Würrich
- Skoltoaletten
- Huset Trappitschens
- Huset Molz
- Huset Sensemichel
- Huset Kläsjes
- Huset Schuche
- Smedjan från Irmenach
- Bakhuset från Oberkleinich
- Oljekvarnen från Niedermennig
- Tolv historiska affärer längs en butiksgata med bland annat lanthandel, sparbank, tapetserarare, apotek , radioaffär och hattaffär.

## Verksamhet
Museets uppgift är att åskådliggöra folkkulturen i områdena kring Mosel, Saar, Eifel och Hunsrück samt delar av Saarland, Luxemburg och Lothringen. Folkkunskaps- och Friluftsmuseum Rotscheider Hof är därmed även av överregional betydelse. Som komplement till permanenta utställningar arrangeras årligen även tillfälliga temautställningar.

## Bilder, byggnader

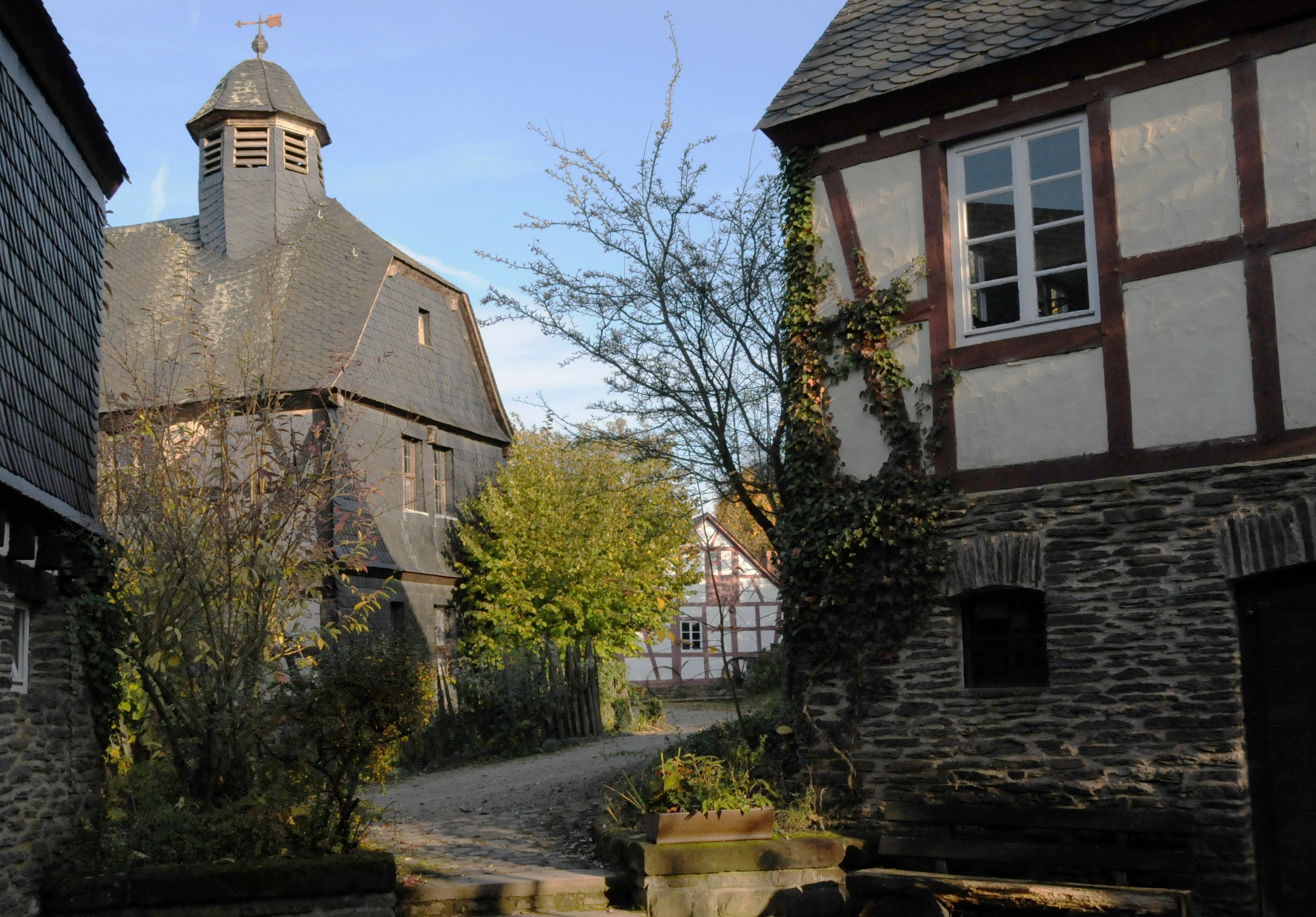
Museibyn Hunsrückweiler med rådhuset
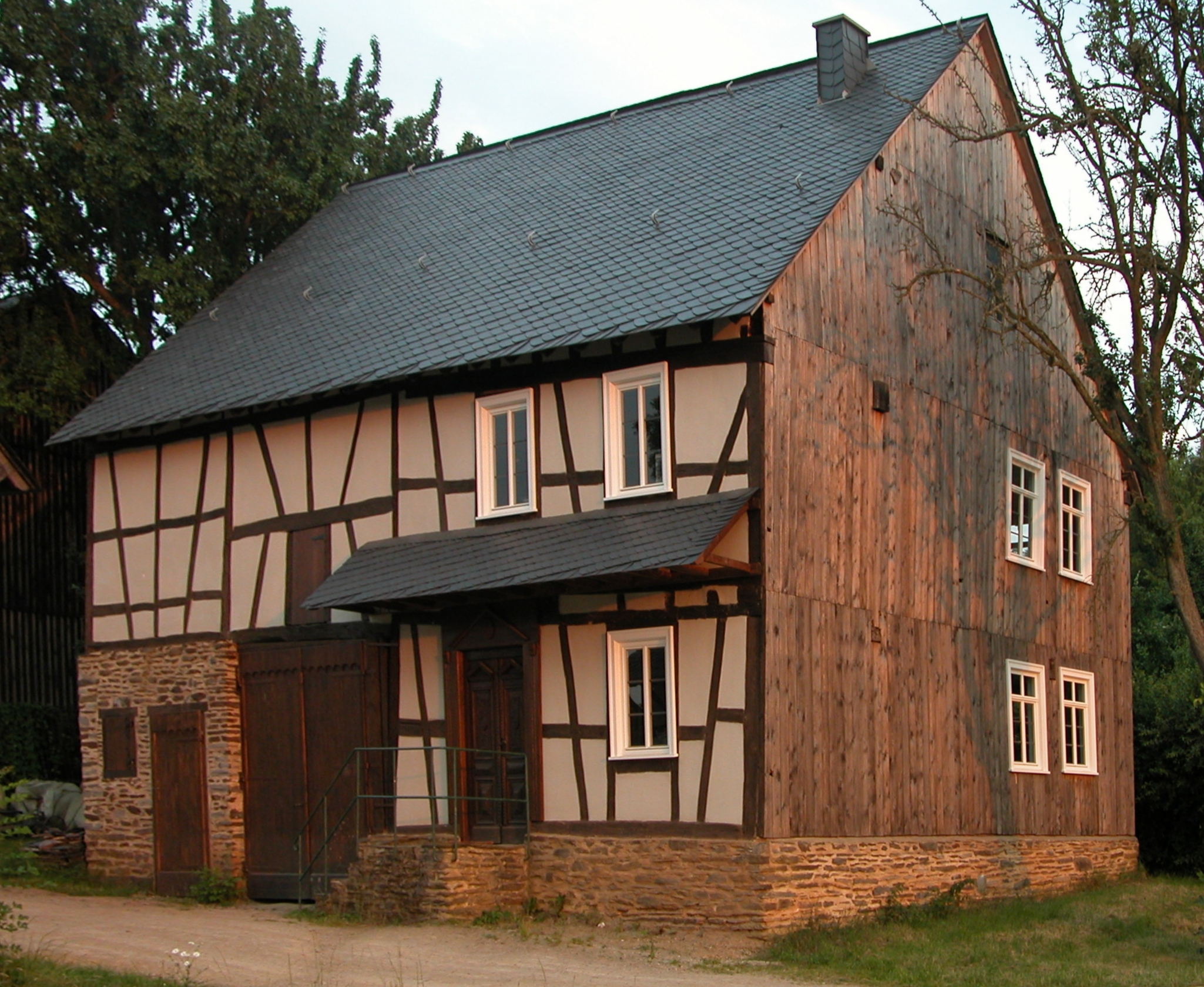
Skolhuset
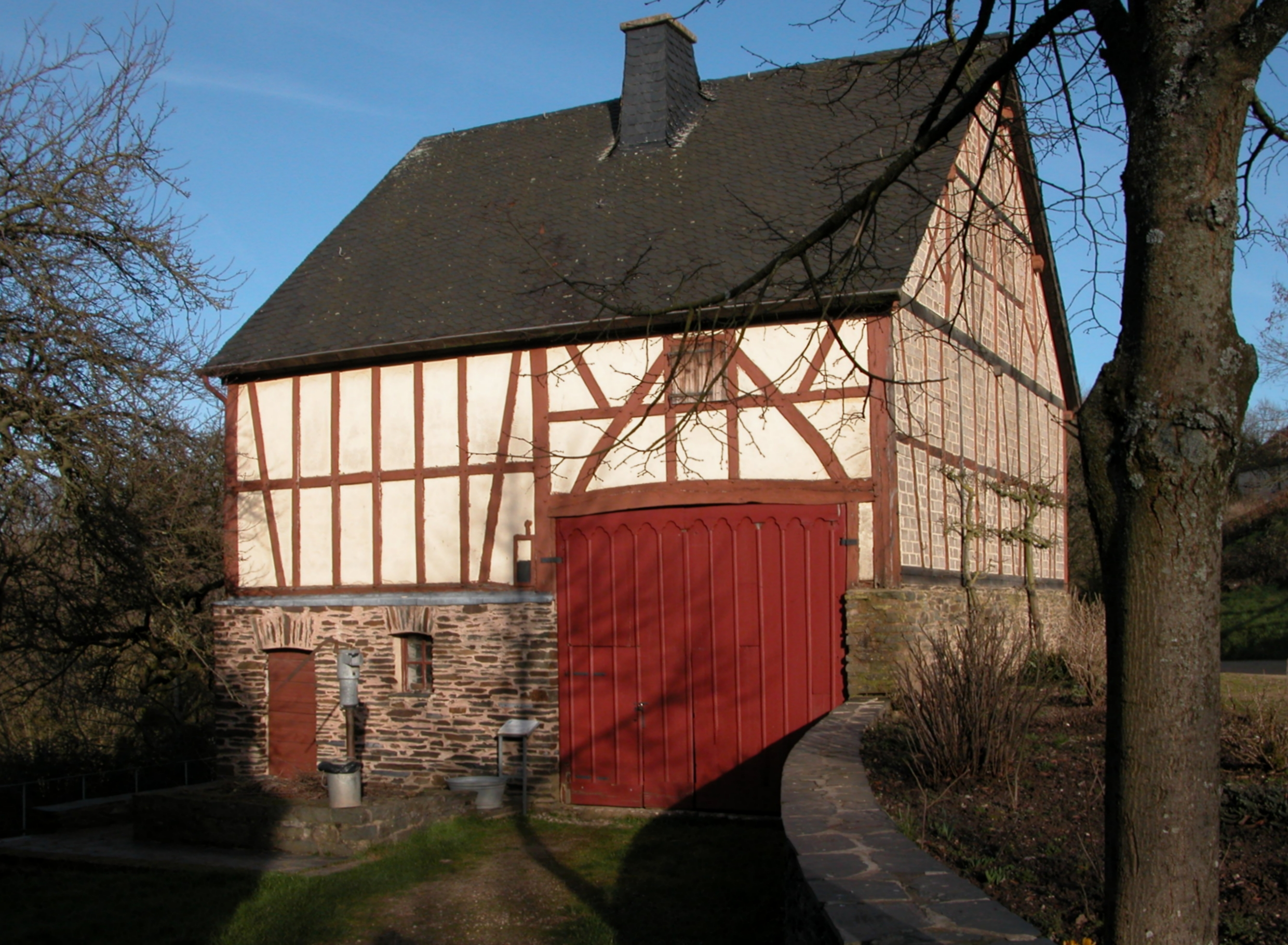
Stall och ladugård
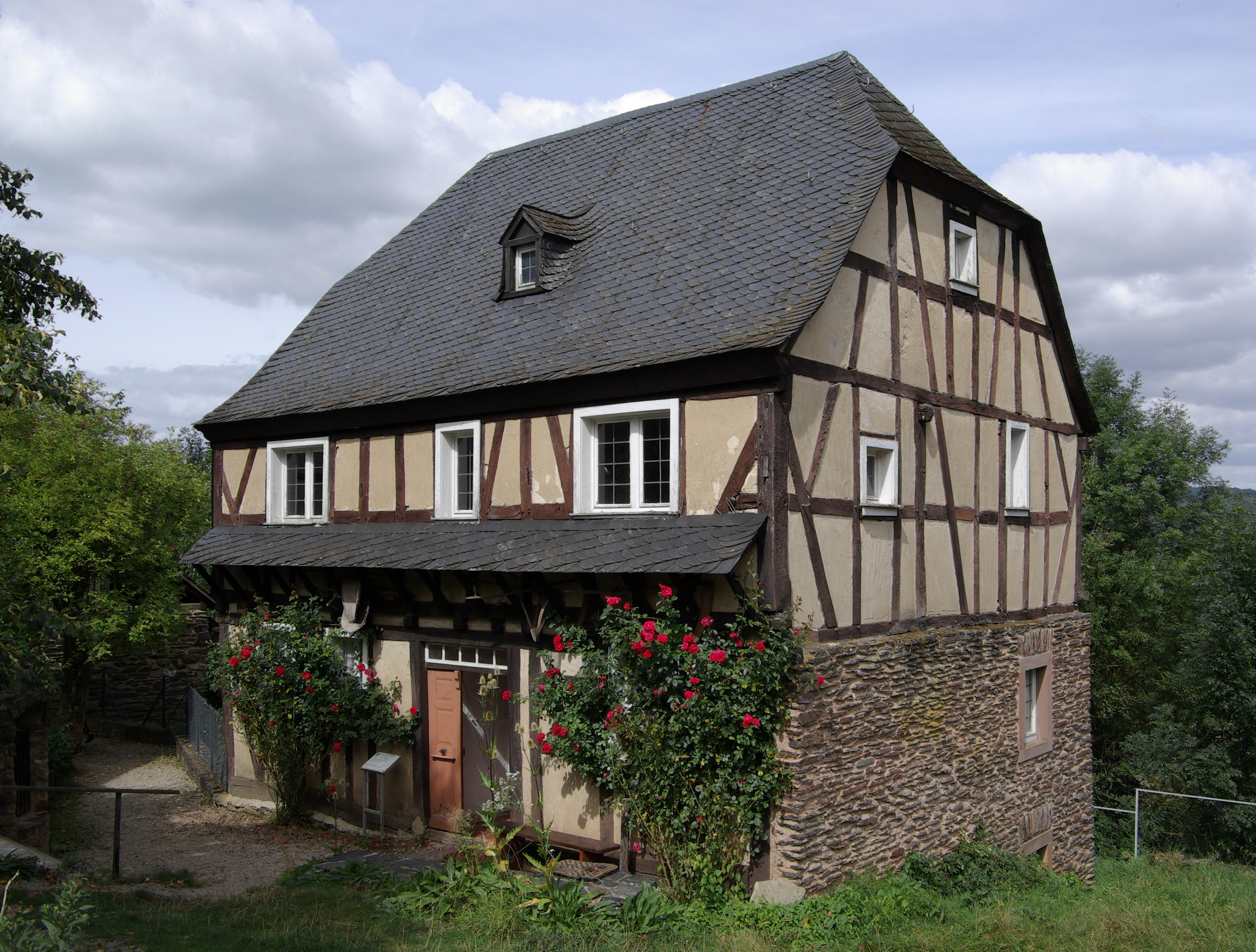
Huset Schuche
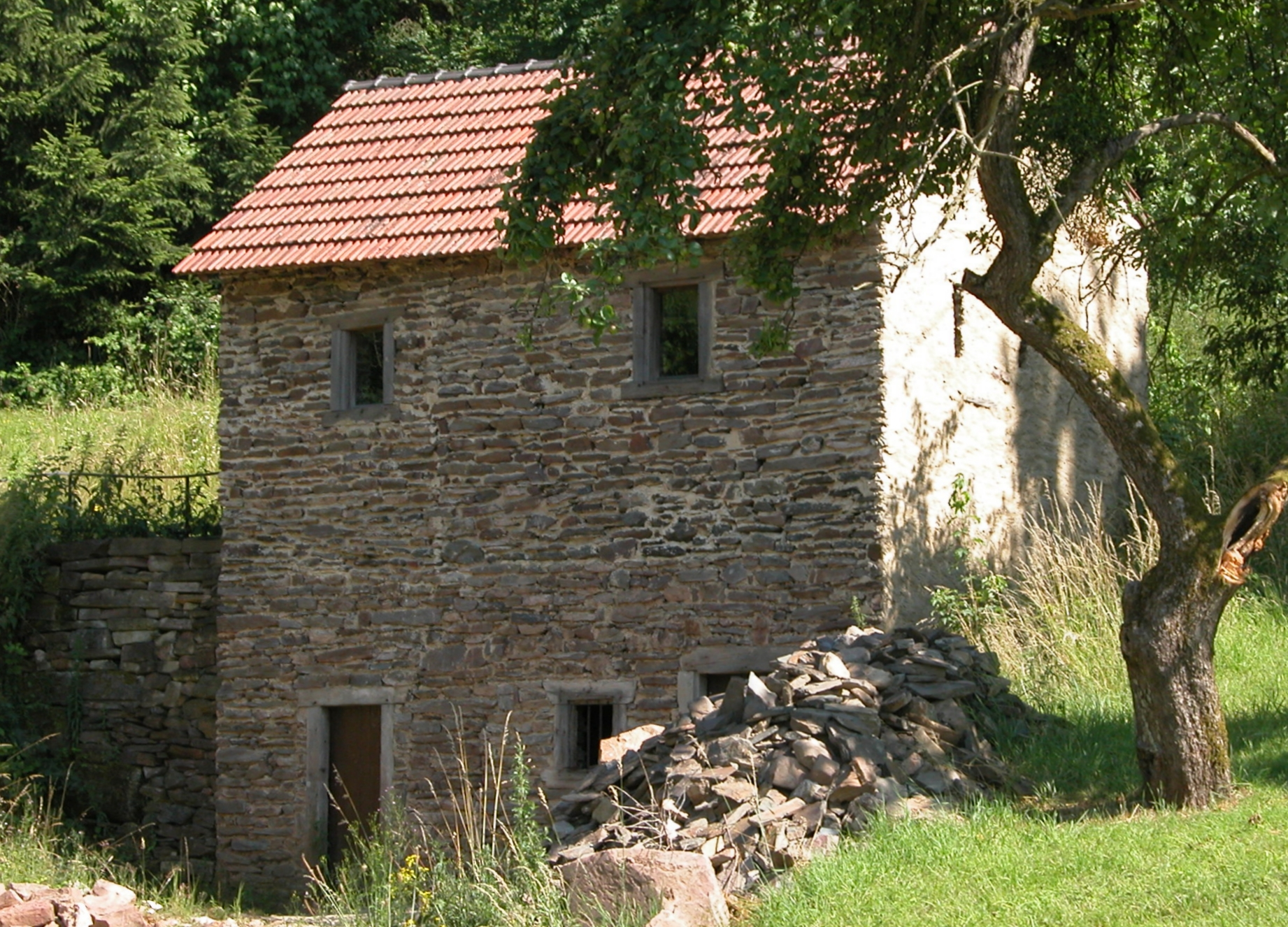
Hus från Oberremmel

## Bilder, interiörer och verksamheter

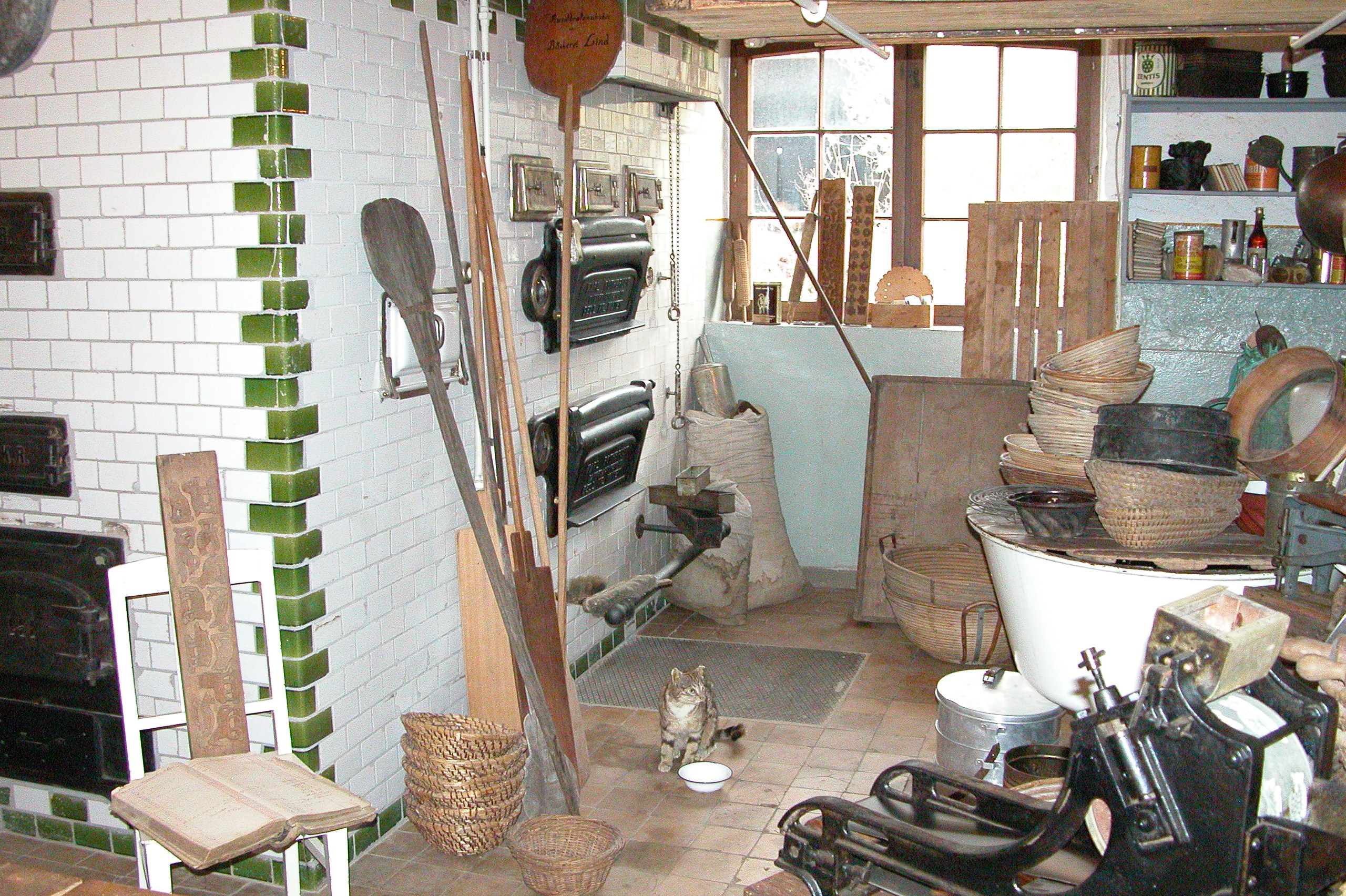
Bakstugan
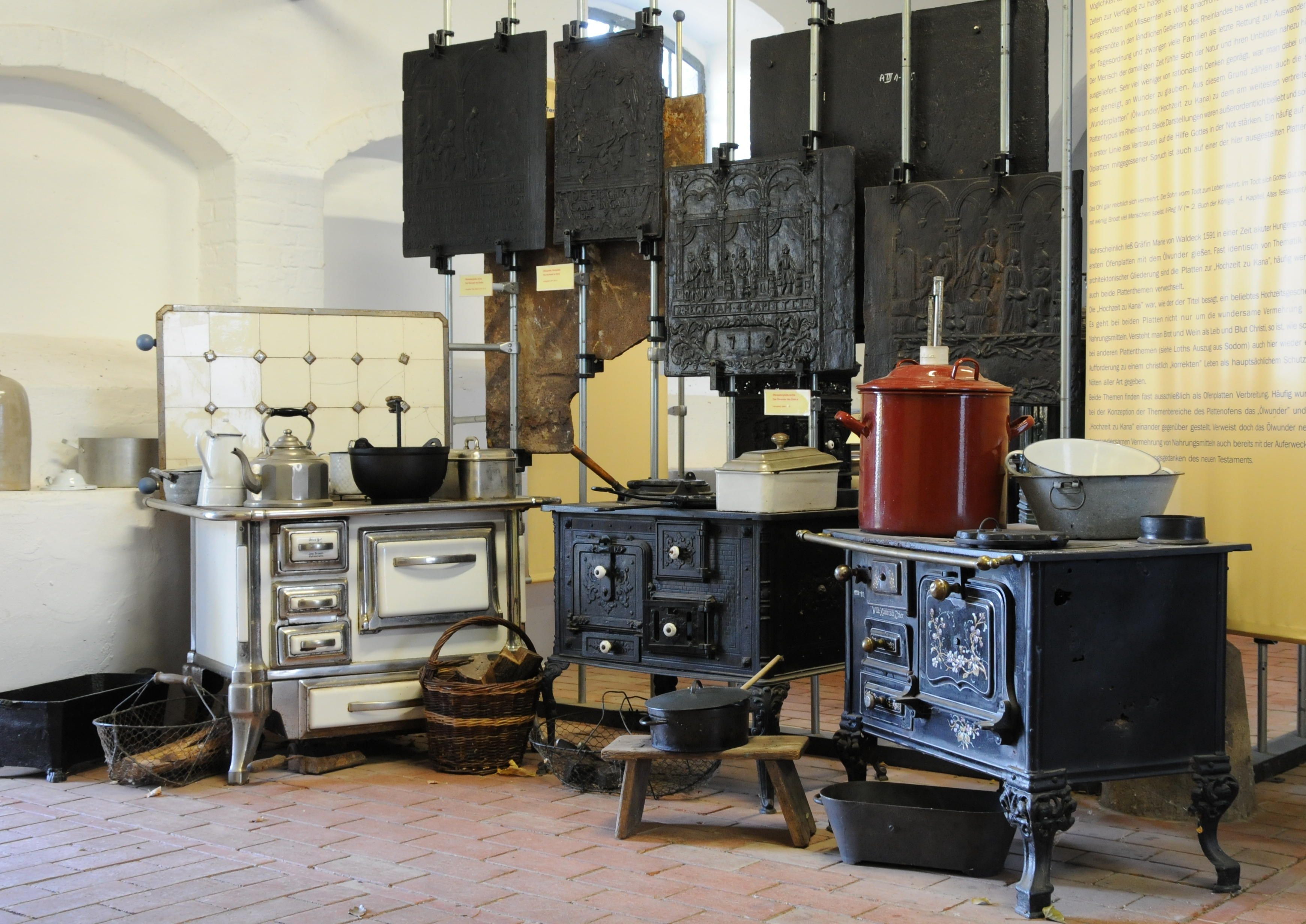
Utställning järnspisar
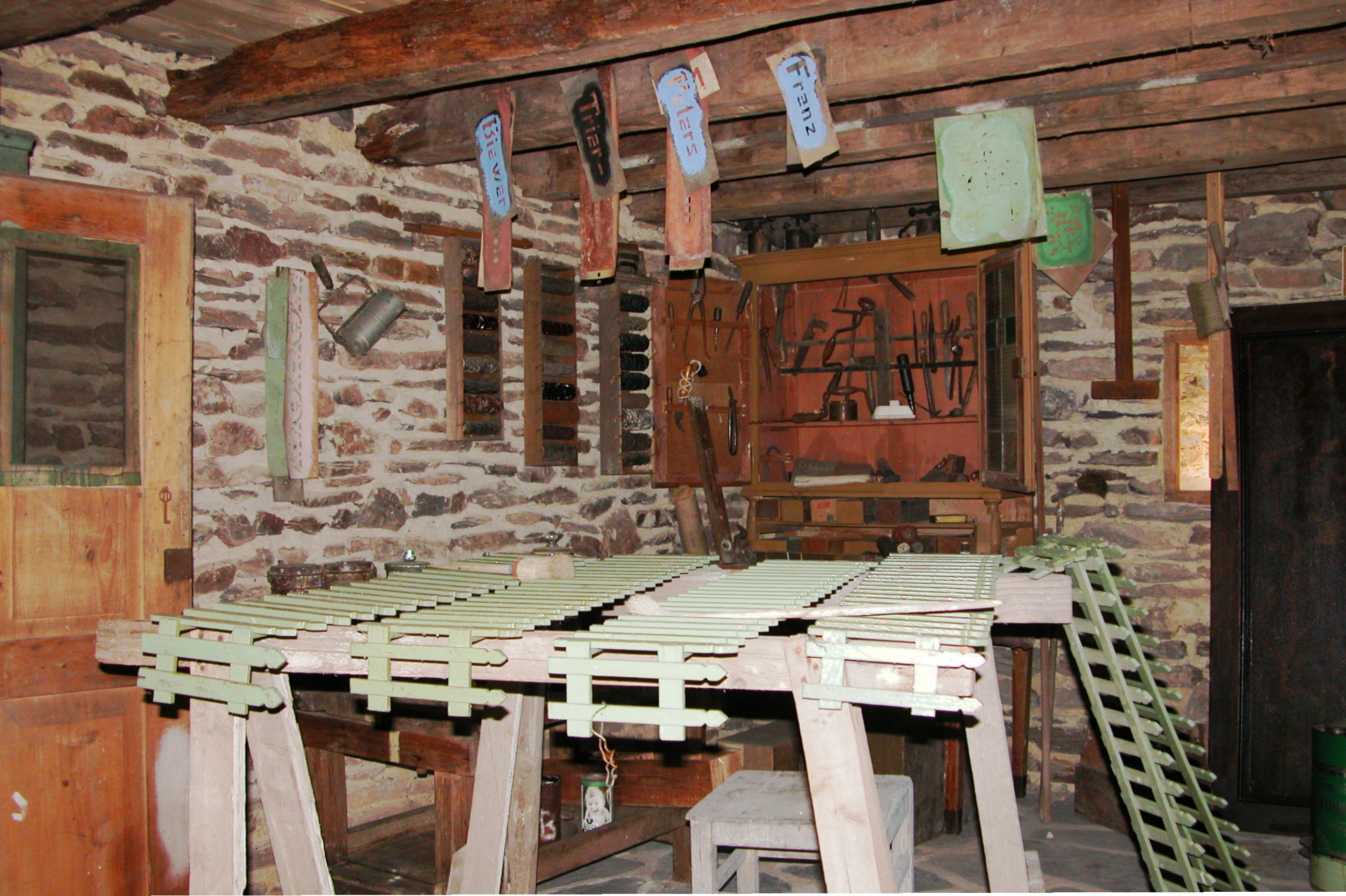
Målarverkstaden
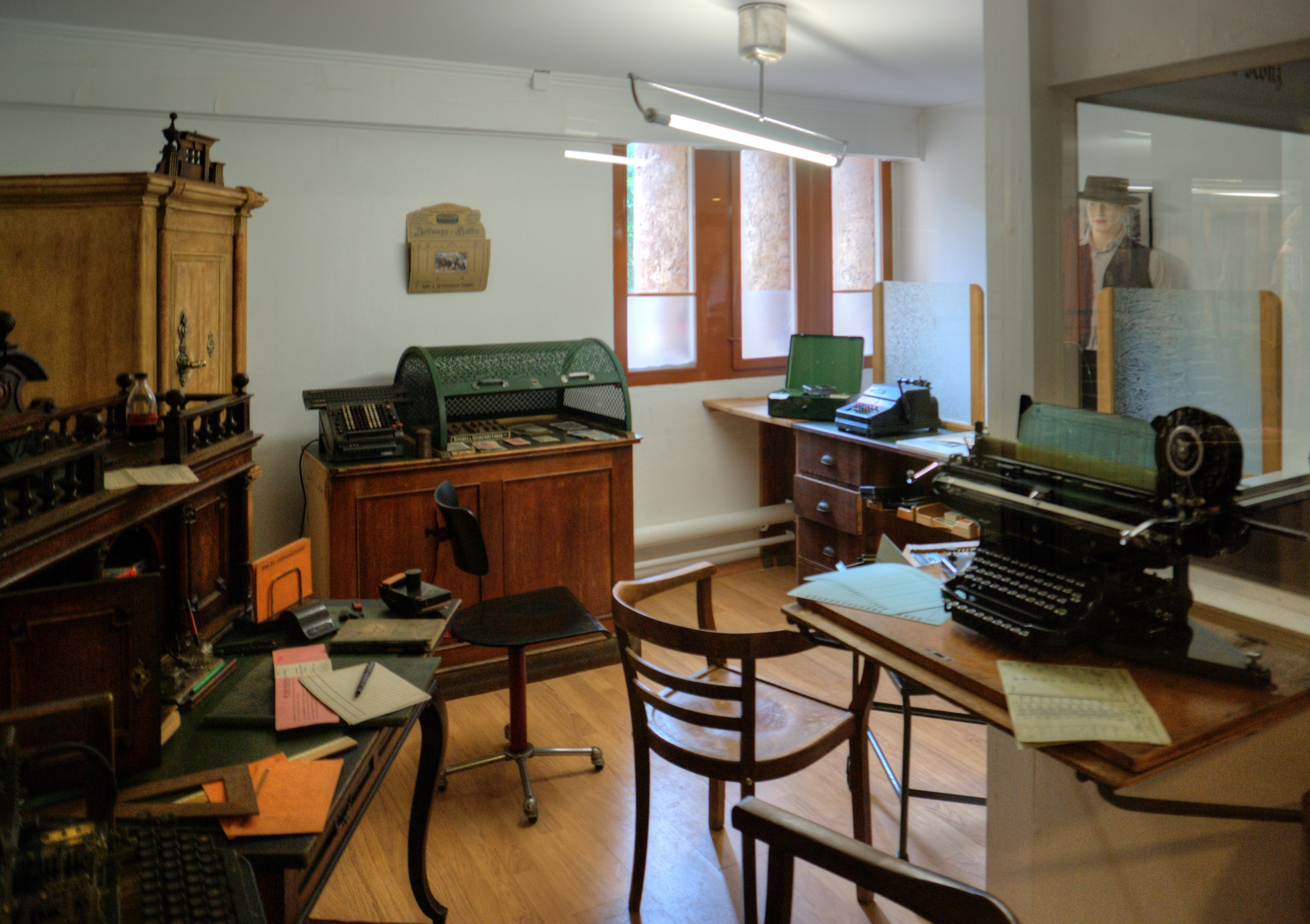
Sparbanken
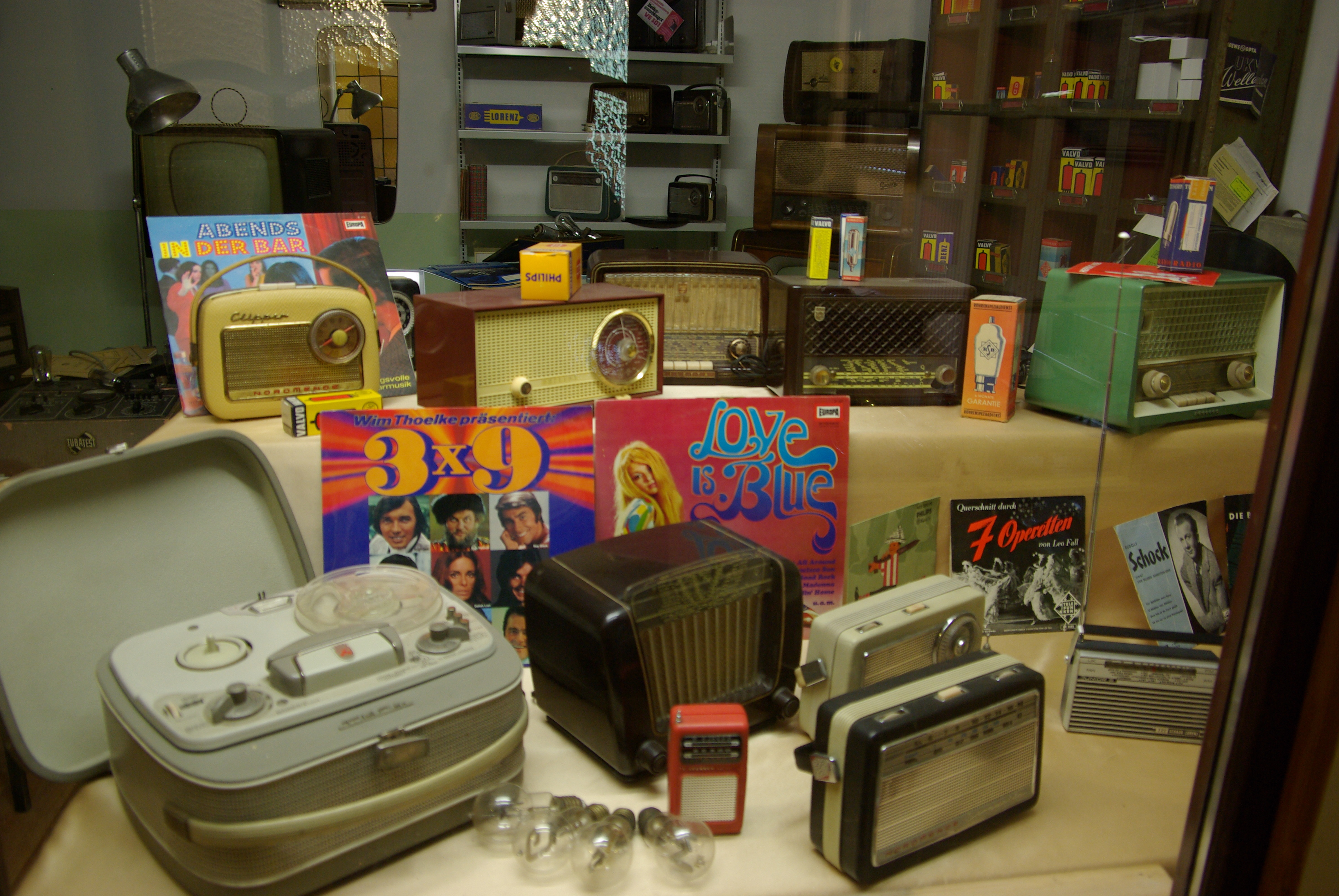
Radioaffären